# عبد القادر الشيخلي (مؤلف)
عبد القادر عبد الحافظ الشيخلي  أستاذ جامعي وقاضي عراقي سابق وعضو المحكمة الدولية، وهو من قضاة العراق البارزين.

## سيرته
ولـد عبد القادر عبد الحافظ صالح النعيمي الشيخلي ، في بغداد العراق عام 1941م، من أبويين عربيين يسكنان مدينة بغداد، نشأ في أسرة دينية، تشتغل عائلته بالتجارة، وهو أخ لثلاثة اشقاء وخمس شقيقات، أكمل تعليمه الثانوي في مدينة بغداد، ثم اتجه بعدها إلى كلية الحقوق في بغداد ليدرس فيها القانون وتخرج منها عام، والتحق بجامعة جورج واشنطن في الولايات المتحدة الأمريكية لتكملة دراسته (للدراسات العليا) فنال منها شهادة الماجستير في القانون المقارن. منحه قسم القانون في كلية القانون والسياسة في جامعة بغداد شهادة تقديرية بمناسبة مرور خمسة وسبعين عاماً على تأسيسها تشهد له فيها بأنه من خريجيها المتميزين واللامعين في مجال القانون. كرمته جامعة بغداد بمناسبة مرور مائة عام على تأسيسها، تأكيداً واعتزازاً بما قدمهُ من خدمات لقانون طيلة حياته.
.

## اللجان القانونية
- كان رئيساً للجنة وضع قانون التنظيم القضائي رقم 60 لسنة 1979 م،
- رئيس لجنة وضع قانون التنفيذ رقم 45 لسنة 1980،
- رئيس لجنة وضع قانون الرسوم العدلية رقم 14 لسنة 1981،
- رئيس لجنة وضع مشروع قانون الإجراءات المدنية،
- عضو لجنة مشروع القانون المدني. بالإضافة إلى انه شارك بوضع بعض القوانين المتعلقة بتنفيذ قانون إصلاح النظام القانوني رقم 35 لسنة 1977 م، مثل العراق في ندوات ومؤتمرات عربية ودولية.

## مؤلفاته
ألف من الكتب أبرزها:
1. شرح قانون المرافعات المدنية والتجارية ـ بغداد 1967 م.
2. بحوث ودراسات في قانون المرافعات الجديدة ـ القاهرة 1970 م.
3. التنظيم القضائي في العراق ـ القاهرة 1968 م.
4. الوجيز في قانون المرافعات العراقي ـ بغداد 1973م.[4]
5. فـن القضاء ـ الكويت 1984 م.

له أكثر من ثلاثين بحثاً تم نشره في صحف ومجلات عراقية وعربية.

## التعليم العالي
دَرس في الجامعات والمعاهد العراقية لسنوات طويلة، وعمل استاذاً محاضراً في كلية الحقوق بجامعة بغداد لسنوات كثيرة وفي كلية القانون (جامعة صدام سابقاً).
ودرس أيضاً في المعهد القضائي والقى الكثير من المحاضرات القانونية للطلاب العرب في الجامعات ومعاهد الاقطار العربية.

## الخبرات العلمية
نال عضوية ثلاثة مجامع علمية في العراق والأردن ومصر، لديه مكتبة خاصة في بيته تحتوي على الآلاف من الكتب والمؤلفات القانونية والادبية وكان رافداً لها بالكتب والمؤلفات والمطالعة المستمرة.

## انظر
- عبد القادر الشيخلي مؤرخ وآثاري